# New Haven, Indiana
New Haven är en stad (city) i Allen County, i delstaten Indiana, USA. Enligt United States Census Bureau har staden en folkmängd på 14 921 invånare (2011) och en landarea på 25,6 km².